# Brendon Chase (serie de TV)
Brendon Chase (en España, El bosque de Brendon) es una serie de televisión británica rodada en 1980 y basada en la novela homónima de Denys Watkins-Pitchford (que firma con las iniciales BB). Narra la historia de tres hermanos de 12, 14 y 16 años que huyen de casa de su severa y desequilibrada tía, con la que viven, y buscan refugio en un bosque cercano, donde habrán de valerse por sí mismos en contacto directo con la naturaleza.

## Rodaje y emisión
La adaptación de la novela para la pequeña pantalla fue llevada a cabo por James Andrew Hall, dirigida por David Cobham con música de Paul Lewis y producida por Southern Television en asociación con RM Productions y Primetime Television en 1980. Se emitió en la cadena británica ITV entre el 31 de diciembre de 1980 y el 25 de marzo de 1981. Se filmó principalmente en New Forest y en Portchester (Hampshire), aunque el libro está ambientado en la ciudad natal del autor. La fotografía se recrea ampliamente en escenas de vida salvaje.  
Entre los países en los que se emitió la serie se cuentan Alemania (como Im Schatten der Eule), los Países Bajos (Het Donkere Bos Brendon Chase), Suecia (Det stora skogsäventyret), Noruega, España y Estados Unidos.
Aunque fue repuesta más de una vez en otros países, en Gran Bretaña solo tuvo una transmisión debido a la rescisión del contrato de ITV por parte de Southern en 1982. En cuanto a su lanzamiento comercial en otros formatos, no es hasta 2012 cuando encontramos una edición en DVD en Alemania, edición que contiene únicamente la versión doblada al alemán. En 2015 se edita en Holandfa en DVD y Blu-ray, en el idioma original (inglés) con subtítulos en holandés.

## Episodios
Nota: la fecha entre paréntesis indica la emisión es España (TVE1).
1. "La huida" (2-7-1981). Harold, John y Robin son tres hermanos de 12, 14 y 16 años respectivamente, que se encuentran por una temporada en casa de su tía Ellen, una persona bastante desagradable en el trato. Al enfermar Harold de sarampión, la tía decide recluir a los otros dos en cuarentena, pero ellos se fugan de la casa.
2. "Escondidos" (9-7-1981). Los hermanos huidos hayan refugio en el interior del tronco de un enorme árbol. Robin (el mayor) se hará cargo de cazar para subsistir, dado que John -un chico tímido e intelectual- muestra escrúpulos al principio. Angela, la joven hija del doctor, ha tenido noticia del hecho y cuenta en secreto al pequeño Harold que sus hermanos están viviendo en el bosque. Por su parte, la tía Ellen acude a la policía en busca de ayuda.
3. "La periodista" (16-7-1981). Una joven periodista llega desde Londres para entrevistar a la tía Ellen acerca del hecho, pero esta se niega a colaborar. La policía va reuniendo pistas.
4. "La cacería" (23-7-1981). Robin va en busca de Harold y huyen los dos, pero la tía Ellen se percata y da la voz de alarma. Los chicos deben separarse para no ser capturados.
5. "El nido" (30-7-1981). Se suceden escenas de la vida de los chicos en el bosque, atrapados en el árbol por una lluvia intensa. La periodista continúa sus investigaciones, pero el sargento Bunting le sugiere que abandone el pueblo. Ella decide ofrecerle un avión para emprender la búsqueda desde el cielo.
6. "Bang" (6-8-1981). Harold no está muy convencido de permanecer en el bosque pasando hambre y aburrido, y John trata de convencerlo. Tras una discusión entre los dos, descubren una laguna llena de peces. Por su parte, Robin trata de elaborar vestimentas con pieles, y halla un cachorro de perro atrapado en una trampa. Decide cuidar de él y lo adoptarán como mascota.
7. "Brendon" (13-8-1981). Harold, que a estas alturas es el único que conserva su vestimenta, va al mercado de Brendon para conseguir provisiones, siendo reconocido por la policía. Huye a la escuela y se mezcla con los demás niños en el recreo, y Angela le ayuda a esconderse.
8. "La laguna negra" (20-8-1981). Los hermanos se han acostumbrado a la vida en la naturaleza: visten con taparrabos de piel de conejo y se alimentan de lo que les ofrece el bosque.
9. "La merienda" (27-8-1981). El mayor de los hermanos se topa con un recluso, que quiere hacerse con la recompensa que se ofrece por encontrar a los chicos, pero finalmente decide esconderlo a cambio de quedarse con el cachorro. En el pueblo se organiza una fiesta y los hermanos se acercan, ocultos, para hacerse con algo de alimento.
10. "El gran caliban" (3-9-1981). Se acerca el otoño y la tía Ellen decide unir fuerzas con Mónica, la periodista, para encontrar a sus sobrinos. Los muchachos se unen al fugitivo para cenar. Un oso se ha escapado de un circo y ha penetrado en el bosque.
11. "Retirada" (10-9-1981). Algunos cazadores están buscando al oso. Tras un encuentro con el mismo, Robin decide que es más seguro permanecer por un tiempo en la cabaña del fugitivo.
12. "La tormenta" (17-9-1981). Los chicos siguen su vida en el bosque gracias al escondite que les brinda el fugitivo. Mónica parece tener pistas, a pesar de que la policía está desesperada. Una tormenta impide el seguimiento.
13. "El retorno" (24-9-1981). El fugitivo cae enfermo y John va en busca de ayuda. El padre de los chicos ha llegado a Brendon, y le encuentra. Ahí terminará la aventura.